# Benedikt Wülberz
Benedikt Wülberz, auch Benedikt II. Wülberz (* 26. August 1697 in Eßlingen in Schwaben; † 3. November 1749 im Kloster St. Peter auf dem Schwarzwald) war ein Benediktiner, Theologe und Abt.

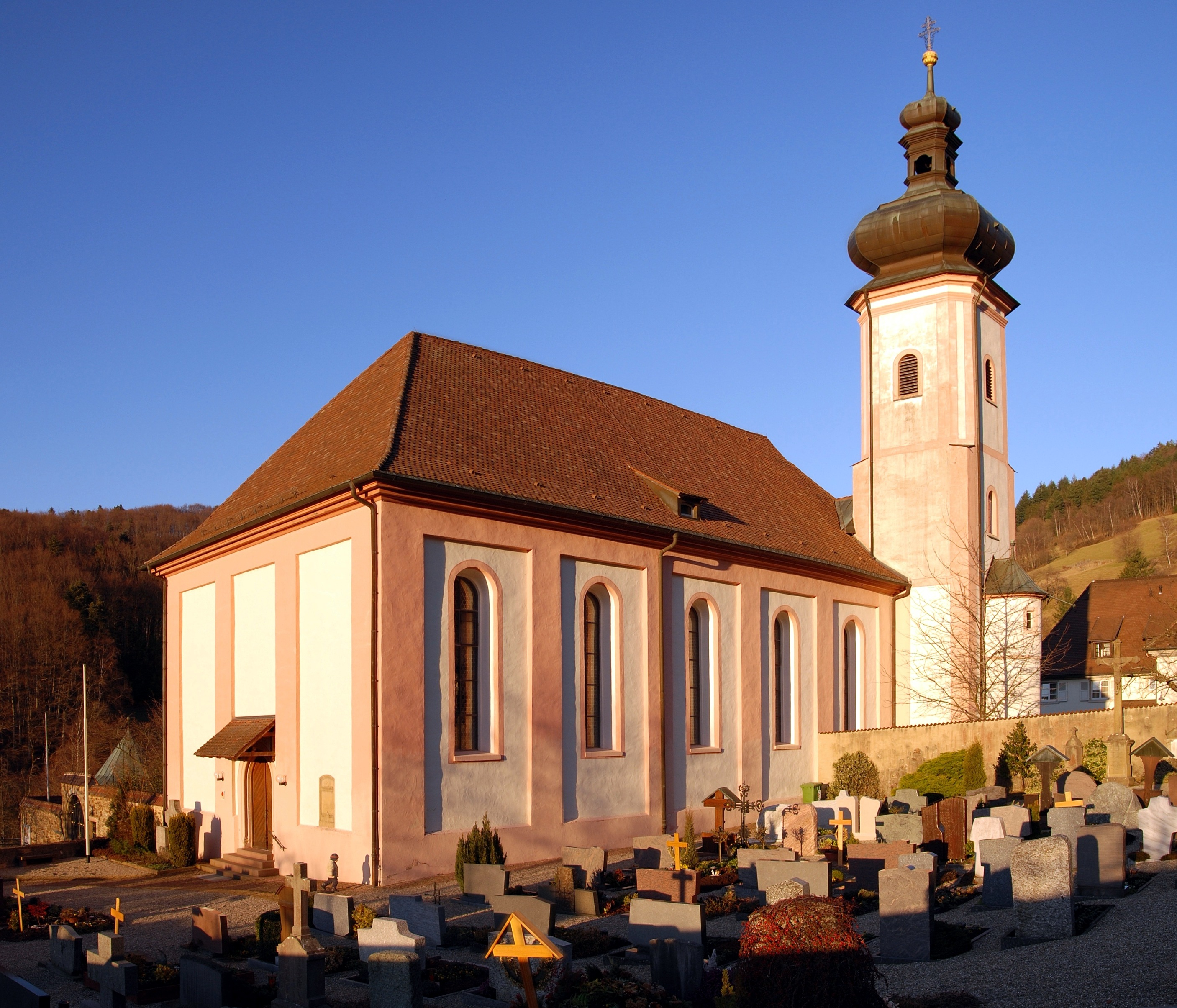
Kirche St. Ulrich im Schwarzwald

## Leben
Benedikt Wülberz legte im Exil zu Ebersmünster dem Prior und späteren Vorgänger im Amt, Ulrich Bürgi (Abt von 1719 bis 1739), im Jahr 1713 seine Profess ab; er studierte Theologie in verschiedenen Klöstern und in Freiburg und wurde 1721 zum Priester geweiht. Am 4. August 1739 wurde er zum Abt erwählt. Er war damit gleichzeitig Prior von St. Ulrich im Schwarzwald. In seine Zeit fielen zahlreiche kriegerische Aktionen, so dass eine Bautätigkeit nur beschränkt möglich war. Dennoch schloss er 1739 einen Vertrag mit Peter Thumb zur Errichtung der Kirche St. Ulrich im Schwarzwald. Im September 1747 weilte er zur Weihe des Fürstabtes Cölestin Vogler im Kloster St. Blasien. Am 6. November 1749 wurde er durch den Abt (1733 bis 1759) Hieronymus Schue vom Kloster St. Georgen Villingen in der Gruft zu St. Peter beigesetzt. Ein Bruder von ihm war Stanislaus Wülberz.

## Werke
- Ecclesia Romana fundata supra Petram, Dissertation. 1717, Freiburg im Breisgau.